# Semanggi
Semanggi is een bestuurslaag in het regentschap Blora van de provincie Midden-Java, Indonesië. Semanggi telt 2175 inwoners (volkstelling 2010).